# Wavre
Wavre (in vallone Wåve, in olandese Waver) è un comune belga di 32 576 abitanti, situato nella provincia vallona del Brabante Vallone.